# Salticus berbruggeri
Salticus berbruggeri är en spindelart som beskrevs av Lucas 1846. Salticus berbruggeri ingår i släktet Salticus och familjen hoppspindlar. Inga underarter finns listade i Catalogue of Life.